# Rosa Welt-Straus

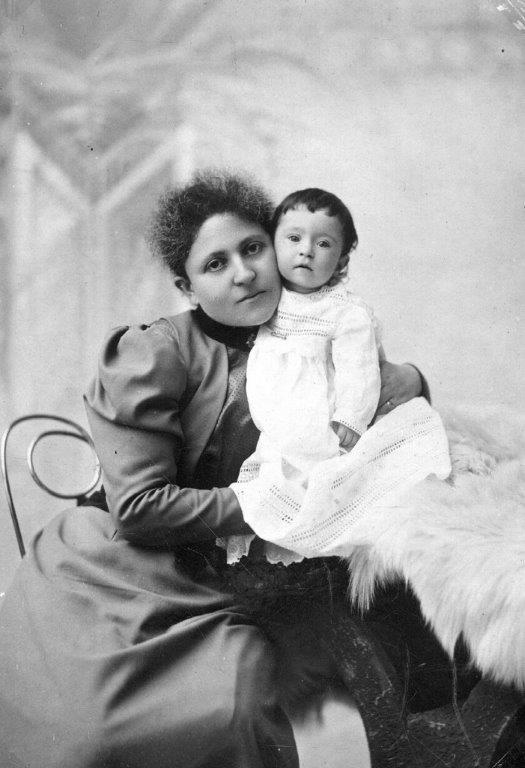
Rosa Welt-Straus, cu fetița ei, Nelly,în anul 1893, fotografie din Arhiva sionistă centrală din Ierusalim

Rosa Welt-Straus  (în ebraică: רוזה וולט-שטראוס; n. 24 august 1856, Cernăuți – d. 15 decembrie 1938, Geneva) a fost o activistă  feministă din SUA și Palestina, evreică din Bucovina, medic oftalmolog, prima femeie cetățeană a Austriei având diplomă de medic (absolventă a universității din Berna din 1878).
Ea s-a distins ulterior în lupta pentru obținerea dreptului femeilor evreice din Palestina (Eretz Israel) de a vota și de a fi alese în instituțiile naționale reprezentative. A fost președinta Asociației Femeilor Evreice pentru Egalitatea în drepturi în Palestina (1919-1938) în timpul mandatului britanic în acest teritoriu.

## Date familiale și anii tinereții
Rosa Welt s-a născut ca fiica cea mare a micului comerciant evreu Sinai Welt din Cernăuți, (pe atunci Czernowitz, în Bucovina, aflată sub dominație austriacă), și care se rupsese de modul de viață tradițional hasidic în favoarea modernității. 
Precum o mare parte din evreii din oraș, își crescuse cele patru fete în cultura germană, favorizată de învățământul și administrația oficială. Spera că asigurând fiicelor sale o educație universitară, ceea ce era un pas  nonconformist în vremea aceea, în ce privește femeile, le va furniza cheile pentru o viață mai bună.

După ce a luat acasă lecții private, inclusiv cu tatăl ei, Rosa Welt a urmat studii gimnaziale, între altele fiind și eleva lui Karl Emil Franzos. Ea a susținut examenele finale în 1873.
Apoi pentru a ușura accesul fetelor la studii academice, familia Welt s-a mutat la Viena, unde, însă, Rosa nu a fost primită nici la studii de filosofie, și nici la medicină. În cele din urmă, a reușit să fie admisă la facultatea de medicină a Universității din Berna, în Elveția, unde a absolvit cu titlul de doctor în medicină în 1878, cu o disertație în domeniul anatomiei patologice.
În continuare Rosa s-a specializat în oftalmologie și a lucrat în acest domeniu la Spitalul Rothschild din Paris și apoi la Spitalul  regal de maternitate din Dresden, în Germania.
Între timp familia ei s-a mutat la Geneva. Două surori ale ei au urmat și ele o cariera de medici, iar sora cea mică a devenit chimistă.

## Activitatea în S.U.A.
În anul 1882 dr.Rosa Welt a emigrat la New York, unde a fost vreme îndelungată chirurg oftalmolog la Spitalul de femei. În acelaș an ea s-a căsătorit cu un om de afaceri din Brooklyn, Louis Straus (1859-1907). Cei doi au avut o fiică, cunoscută mai târziu ca Nelie Straus-Mochenson. 
În afara muncii de medic, Rosa Welt-Straus s-a pasionat pentru cauza luptei pentru drepturile femeilor, în acea vreme fiind actuală mai ales cea pentru drepturile lor electorale.
Ea a participat la întemeierea Alianței internaționale pentru votul femeilor (International Women Suffrage Alliance) IWSA, în fruntea căreia a stat Carrie Chapman-Calt. Ca fruntașă a acestei mișcări ea a luat parte și la primul ei congres în 1904.

## Conducătoare a femeilor evreice în Palestina
Văduvă din anul 1907, în anul 1919, la vârsta de 63 ani, dr.Rosa Welt-Straus a emigrat în Palestina, unde spre surprinderea ei, a constatat că, până și la publicul evreiesc local, în ciuda tuturor promisiunilor, egalitatea electorală a femeilor nu a fost încă asigurată.
Împotrivirea cea mai mare venea din partea rabinilor și conducătorilor evreilor ultraortodocși si ai celor orientali (din așa numita Veche Comunitate - vechiul Ishuv), a rabinilor sioniști religioși din mișcarea  Mizrahi și a țăranilor conservatori, care se bazau pe legile tradiționale ale iudaismului. La numai două luni după sosire, deși nu stăpânea bine ebraica, date fiind circumstanțele regimului de mandat britanic și prestigiul de care ea se bucura, a fost aleasă președinta Uniunii Femeilor  Evreice pentru  Egalitatea în drepturi a femeii -  Hitahdut Hanashim Haivriot leShivuy Zkhuyot Haishá.
.

Rosa Welt-Straus a luat parte la Londra în iulie 1920 și la fondarea Organizației Internaționale a Femeilor Sioniste WIZO. Ea a depus, între altele, eforturi pentru ridicarea vârstei de căsătorie a fetelor minore, precum și pentru dreptul femeilor aflate în câmpul muncii de a obține dreptul de a aduce în Palestina membri ai familiilor lor din străinătate, revendicare pe care autoritățile mandatare britanice nu acceptau să o examineze decât la solicitarea capului de familie bărbat.
În primii ani ai activității sale, mișcarea femeilor evreice pentru sufragiu fără deosebire de sex, a avut succes, aceasta și datorită creșterii populației evreiești laice prin venirea imigranților din cea de-a  III-a și a IV-a "Aliyá" (val de imigrație). 
În decembrie 1925, la alegerile pentru forurile naționale ale evreilor din Palestina (Adunarea deputaților - Asefat Hanivharim), care au fost boicotate de obștile ultrareligioase, au participat și femeile, inclusiv unele religioase, atât ca alegătoare, cât și ca alese. În 1926, și autoritățile mandatare britanice au confirmat entru evreii din Palestina sufragiul egal pentru cele două sexe.
În ultimii ani ai vieții, fiind bolnavă, Rosa Welt-Straus, s-a retras la familia ei din Geneva, unde a murit la vârsta de 82 ani.
Surorile ei au fost, la rândul lor, asa cum și-a dorit tatăl lor, deschizătoare de drum în lumea femeilor cu pregătire universitară:
Leonore Gourfein-Welt (30.7.1859 Sadagura - 8.1.1944 Geneva) a absolvit medicina la Zürich (1888) și a practicat oftalmologia (la Geneva) ca și soțul ei, prof.David Gourfein, și sora ei, Rosa.
Sara Welt-Kakels (12 decembrie 1860 Cernăuți -26 decembrie 1943 New York), și ea absolventă a facultății de medicină din Zürich (1885), a fost pediatră la Spitalul Mount Sinai din NYC și căsătorită cu chirurgul Moses Kakels.
Ida Welt (23 aprilie 1871 Viena- 1950 Geneva)  a fost doctor în chimie al universității din Geneva, a lucrat in Germania și mai ales în SUA.

## In memoriam
- Don Soeurs Welt - este un fond filantropic înființat de Leonore Gourfein-Welt în memoria surorilor sale, Rosa și Sara, și care e destinat asistenței pentru bătrâni în nevoie și pentru nevăzători